# Jan Telecký z Hradce
Jan Telecký z Hradce, podle pořadí jména Jan IV. (1413 nebo 1419–1452) byl český šlechtic z rodu pánů z Hradce, jehož sídlem byla moravská Telč.

## Život
Narodil se jako syn Jana mladšího z Hradce, který zemřel na následky zranění v bitvě pod Vyšehradem. Po dobu jeho nezletilosti spravoval telčské statky jeho strýc Oldřich, po Oldřichově smrti Menhart z Hradce.
Jan byl stejně jako otec horlivý katolík. Na podzim roku 1437 navštívil Janovu Telč na své poslední cestě z Prahy do Znojma císař Zikmund. Pobyl zde s celým svým doprovodem tři dny a setkal se zde s legátem basilejského koncilu. Jan udržoval přátelské vztahy s Oldřichem z Rožmberka a po vzniku strakonické jednoty patřil k jejím příznivcům, tudíž nepřátelům Jiřího z Poděbrad.
S manželkou Kateřinou ze Šternberka, která byla sestrou Zdeňka Konopišťského, měl dva syny, Jindřicha a Heřmana. Po Janově smrti byl poručníkem jeho dětí Arnošt z Leskovce a později Zdeněk ze Šternberka.